# Elephas maximus borneensis
L'elefante del Borneo, o elefante pigmeo del Borneo (Elephas maximus borneensis) è una delle sottospecie dell'elefante asiatico, diffusa nella parte settentrionale dell'omonima isola (in particolare nella zona occidentale dello stato di Sabah e nell'estremo nord del Kalimantan).
Le origini di questo animale sono molto controverse: ci sono diverse teorie discordi a proposito. Una sostiene che questi animali siano indigeni dell'isola, l'altra sostiene che vi siano stati importati fra il XVI ed il XVIII secolo. 

## Tassonomia
Nel 2003, studi approfonditi sul DNA mitocondriale hanno fissato l'origine di questi animali dalla popolazione dagli estinti Elephas maximus sondaicus delle isole della Sonda, dai quali furono separati circa 300.000 anni fa, durante il Pleistocene, e si isolò completamente da questi quando l'istmo che univa il Borneo con le isole della Sonda scomparve dopo l'ultimo massimo glaciale, circa 18.000 anni fa.

## Descrizione
L'isolamento portò gli elefanti del Borneo a ridurre sempre più la propria taglia corporea; questo comporta le maggiori dimensioni di orecchie e coda rispetto al corpo. Questi elefanti hanno inoltre zanne relativamente poco curve rispetto alle altre sottospecie.
Gli elefanti del Borneo sono spesso detti "pigmei", in realtà recentemente sono stati fatti degli studi confrontando le dimensioni degli elefanti di Sabah con quelle degli elefanti provenienti dalla Malaysia (appartenenti alla sottospecie Elephas maximus indicus ma tendenzialmente più piccoli rispetto agli elefanti dell'India e dell'Indocina) e non sono state riscontrate differenze significative.

## Ecologia
Il loro carattere è straordinariamente docile e timido; questa caratteristica fece sì che si ipotizzasse una loro discendenza da popolazioni domestiche di elefante asiatico, confortata da resoconti secondo i quali diversi esemplari della specie furono trasportati nel Borneo negli ultimi secoli.

## Habitat
Gli elefanti sono confinati nelle parti settentrionali e nord-orientali del Borneo.  Negli anni '80 c'erano due popolazioni distinte: una viveva a Sabah, che si estendeva sopra la Tabin Wildlife Reserve e l'adiacente foresta di dipterocarp per lo più tagliata su un terreno ripido; l'altro abitava l'interno collinare a un'altitudine compresa tra 300 e 1.500 m (da 980 a 4.920 piedi) nella foresta di dipterocarp, che all'epoca era in gran parte indisturbata e disboscata solo alla sua periferia. Nel Kalimantan, il loro raggio d'azione è limitato a una piccola area contigua del fiume Sembakung superiore a est.
La gamma di elefanti selvatici in Sabah e Kalimantan sembra essersi espansa molto poco negli ultimi 100 anni nonostante l'accesso ad habitat adatti altrove nel Borneo. Il suolo del Borneo tende ad essere giovane, lisciviato e sterile, e si ipotizza che la distribuzione degli elefanti selvatici sull'isola possa essere limitata dalla presenza di fonti minerali naturali.
Nel 1992, la dimensione stimata della popolazione di elefanti nel Sabah variava da 500 a 2.000 individui, sulla base di un lavoro di indagine condotto nella Riserva naturale di Tabin, nel Distretto del Kinabatangan inferiore e nella Riserva forestale di Deramakot. Un censimento della popolazione di elefanti è stato condotto in Sabah tra luglio 2007 e dicembre 2008, contando mucchi di letame lungo 216 transetti di linee in cinque aree principali gestite da elefanti, coprendo una distanza totale di 186,12 km (115,65 mi). I risultati di questo sondaggio suggeriscono una popolazione di elefanti di 1.184-3.652 individui che abitano le gamme di Tabin, Lower Kinabatangan, North Kinabatangan, Ulu KalumpangRiserva forestale e la foresta centrale di Sabah. La densità degli elefanti e le dimensioni della popolazione variavano nelle cinque aree chiave interessate da (i) conversione della foresta di pianura, (ii) frammentazione dell'habitat e (iii) attività di utilizzo del suolo esistenti come il disboscamento. Il bacino superiore della riserva forestale di Ulu Segama aveva la più alta densità di elefanti con 3,69 elefanti per 1 km 2 (0,39 miglia quadrate). Solo l'area forestale centrale non protetta ha sostenuto una popolazione di elefanti di oltre 1.000 individui.
Nel 2005, cinque elefanti femmine sono stati dotati di dispositivi di localizzazione per studiare il loro raggio d'azione e i modelli di movimento in Sabah. I risultati suggeriscono che le mandrie di elefanti occupavano un home range minimo da 250 a 400 km 2 (da 97 a 154 miglia quadrate) nella foresta non frammentata, mentre nell'habitat forestale frammentato, si stima che l'home range annuale per gli elefanti sia di circa 600 km 2 ( 230 mq).

## Minacce per la sopravvivenza
Le popolazioni di questo animale sono state decimate dalla pressione demografica, che ha portato le popolazioni locali a distruggere gran parte del loro habitat per far posto a insediamenti e campi coltivati; la costruzione di strade, inoltre, intralcia le loro rotte migratorie.
Le vie di comunicazione restano comunque affidate nell'isola principalmente ai corsi d'acqua, soprattutto nella parte indonesiana. La penuria di strade e ferrovie costituisce un grande vantaggio per la sopravvivenza dell'animale ma, data la particolare densità della giungla del Borneo, ne rende difficoltoso un censimento preciso. Secondo una stima del 2006, vi erano nell'isola tra i 1.100 e i 1.600 esemplari, ma non è specificato se tali esemplari fossero tutti Elephas maximus borneensis o comprendessero anche quelli indiani.
In seguito al definitivo riconoscimento dell'elefante del Borneo come specie autoctona dell'isola, la salvaguardia di questo animale è stata posta come priorità assoluta.